# Polygala amoenissima
Polygala amoenissima är en jungfrulinsväxtart som beskrevs av Sophia G. Tamamschjan. Polygala amoenissima ingår i släktet jungfrulinssläktet, och familjen jungfrulinsväxter. Inga underarter finns listade i Catalogue of Life.